# La Alberca (ort)
La Alberca är en ort i Spanien.   Den ligger i provinsen Provincia de Salamanca och regionen Kastilien och Leon, i den centrala delen av landet, 200 km väster om huvudstaden Madrid. La Alberca ligger 1 053 meter över havet och antalet invånare är 1 085.
Terrängen runt La Alberca är lite bergig. Runt La Alberca är det glesbefolkat, med 11 invånare per kvadratkilometer. Närmaste större samhälle är Nuñomoral, 14,6 km sydväst om La Alberca. Omgivningarna runt La Alberca är huvudsakligen savann.